# تيم ساندرز (رجل أعمال)
تيم ساندرز (بالإنجليزية: Tim Sanders)‏ هو شخصية أعمال أمريكي، ولد في 6 نوفمبر 1961.